# Losada (Lugo)
Losada (llamada oficialmente San Vicente de Lousada) es una parroquia y una aldea española del municipio de Piedrafita, en la provincia de Lugo, Galicia.

## Organización territorial
La parroquia está formada por seis entidades de población:
- Chan de Pena
- Lousada
- Rabaceira
- Santalla
- Sixto (Sisto)
- Trabazos (Trabazas)

## Demografía

### Parroquia
| Gráfica de evolución demográfica de Losada (parroquia) entre 2000 y 2020 |
|                                                                          |
| Datos según el nomenclátor publicado por el INE.                         |

### Aldea
| Gráfica de evolución demográfica de Lousada (aldea) entre 2000 y 2020 |
|                                                                       |
| Datos según el nomenclátor publicado por el INE.                      |

## Patrimonio
La iglesia parroquial de San Vicente de Losada tiene imágenes barrocas de San Pedro y San Paulo. Cuenta también con retablos neoclásicos, uno de ellos con la imagen de la Virgen y el Niño del siglo XVI